# Alleanze di Age of Sigmar
Warhammer Age Of Sigmar è un wargame tridimensionale prodotto da  Games Workshop e pubblicato nel 2015. All'interno del gioco si può scegliere tra una vasta gamma di eserciti appartenenti a svariate alleanze. Il sistema di gioco di Age of Sigmar divide gli eserciti in 4 grandi alleanze: Ordine, Chaos, Morte e Distruzione.

## Grande Alleanza: Ordine

### Figli Eterni della Tempesta
Si tratta dell'esercito di Sigmar, il Dio-Re di Azyr. Sono possenti guerrieri con il potere dei Cieli che crepita loro nelle vene, i Figli Eterni della Tempesta vengono creati dalle anime di eroi strappate dai reami al momento della morte e riforgiate attraverso magie arcane. Colpiscono da Azyr, unendo armi devastanti con difese quasi impenetrabili, e sono una forza fantastica e completa in tutti gli aspetti. Il fatto che si tratti di anime sottratte alla morte ha generato rancori e odio tra Sigmar e Nagash, il dio della Morte.

### Città di Sigmar
Le Città di Sigmar sono fulgenti roccaforti di luce e speranza fra le letali terre selvagge dei Reami Mortali. Racchiudono un ampio numero di popoli dei Reami Mortali: wanderers (esclusi a partire durante la terza edizione), elfi oscuri, duardin e uomini sono i principali membri degli eserciti delle Città. Ogni fortezza dell'Ordine ha delle proprie specialità e peculiarità, ma tutte possono includere anche gli Stormcast tra le proprie file. Il fulcro fondamentale delle Città di Sigmar però, verso la conclusione della terza edizione del gioco, sono diventati gli umani mortali.

### Pyrosventratori
I Pyrosventratori sono duardin mercenari che vanno in guerra indossando poco più di rune magiche e una convinzione ardente. Noti per il carattere incandescente e il rifiuto testardo di morire, sono alleati preziosi… sempre ammesso che chi li assume sia fornito della giusta quantità di oro. Con un misto di potenti personaggi, unità resistenti e possenti mostri, i Pyrosventratori sono davvero nemici formidabili.

### Idoneth Abissali
Gli Idoneth Abissali emergono dalle profondità oceaniche e attaccano in ondate aggressive prima di ritirarsi nuovamente fra le nebbie. Le loro tre caste (i Namarti dalla vita breve, i mistici Isharann e i bellicosi Akhelians) si riuniscono per catturare le anime degli incauti, necessarie alla loro sopravvivenza. Con una combinazione di guerrieri a piedi, feroci cavalieri in arcione a brutali mostri marini e l'esclusiva meccanica delle maree, sono una forza con cui fare i conti.

### Figlie di Khaine
Aggraziate, crudeli e veloci con le lame, le Figlie di Khaine sono un ordine religioso matriarcale di aleves provenienti da Ulgu, il Regno delle Ombre. Vivono per il brivido della guerra aperta e del sangue versato, e hanno un odio speciale per le forze del Chaos. Guidate dalla dea Morathi, i loro molti culti nei Reami Mortali si crogiolano nel massacro: sul tavolo da gioco, più sangue spargono, più pericolose diventano.

### Kharadron Dominatori
Ammirare i Kharadron Dominatori che scendono in guerra è come assistere ai cieli che si squarciano e la morte abbattersi come pioggia sui nemici. Questi minatori eterici di Chamon colpiscono dall’aria a bordo di rapidi vascelli celesti irti di armi letali. I duardin corazzati devastano i nemici con fucili e spade. Fra le meraviglie tecnologiche degli skyvessels e le truppe pesantemente corazzate, i Kharadron Dominatori sono adatti a uno stile di gioco frenetico a lunga distanza.

### Seraphon
Si tratta di creature celestiali dalla forma di rettili, appartenenti al mondo che fu. Combinano le abilità magiche distruttive degli slann alla ferocia bellica dei sauri. I Seraphon sono avvolti da un'aura di mistero anche per come calano improvvisamente dall'alto sui campi di battaglia e li abbandonano nuovamente senza lasciare traccia. Spesso gli scinchi si trovano a vagare anche nelle stesse Città di Sigmar e i loro sacrifici umani per il Dio Serpente Sotek addossati alle Figlie di Khaine. I Seraphon si dividono tra due gruppi principali: gli inverati e gli astrali. I primi abitano nelle fitte giungle dei reami mortali, mentre i secondi vivono ancora nei cieli all'interno delle navi-tempio.

### Sylvaneth
I Sylvaneth sono i vendicativi figli spirituali di Alarielle, la Regina Eterna. Spuntati da bozzoli dell’anima piantati in luoghi ricchi di magia vitale, crescono alti e forti e impugnano spade e archi per difendere i Regni di Giada. Un’armata di Sylvaneth è composta da orde di spiriti della foresta, dalle Dryads ai torreggianti Kurnoth Hunters, che sopraffanno il nemico con magia e lame. 

### Lumineth, Signori del Reame
I Lumineth sono una fazione aelfica guidata da Teclis, uno degli antichi signori degli Alti Elfi del mondo che fu. Appartengono al regno di Hysh e sono maestri delle arti magiche alle quali sono stati iniziati dallo stesso Teclis.

## Grande Alleanza: Chaos

### Schiavi delle Tenebre
I servitori di Archaon, il Gran Maresciallo Supremo dell’Apocalisse, marciano in guerra sotto il suo temuto stendardo in innumerevoli orde di guerrieri mortali corrotti che combattono al fianco della spaventosa Varanguard e alla magia degli astuti Gaunt Summoners. Un’armata del Chaos che cerca di soggiogare i Reami Mortali sotto il potere degli Dei Oscuri, quando è guidata da Archaon in persona è quasi inarrestabile.

### Lame di Khorne
I selvaggi servitori del Dio del Sangue (sia mortali che demoniaci) sono temuti in tutti i Reami Mortali. Feroci assassini dal primo all’ultimo, gareggiano nel versare sangue e mietere teschi, cercando disperatamente di guadagnarsi le attenzioni del proprio signore infernale. Un’armata delle Lame di Khorne è composta da potenti truppe le cui abilità sono potenziate dagli eroi nelle vicinanze, e supportate da malvagi daemons.

### Larvoidi di Nurgle
Rigonfi di gas cadaverici, le forme malate che si dilatano e marciscono dall’interno, i servitori di Nurgle sono un promemoria del fato che attende tutte le creature viventi. I loro guerrieri mortali, insensibili anche agli attacchi più potenti grazie ai contagi che li devastano, marciano al fianco di daemons barcollanti in un’armata che è tanto resistente quanto spaventosa.

### Edoniti di Slaanesh
Slaanesh, il perduto Principe degli Dei Oscuri, è l’incarnazione di desideri nascosti e degli eccessi. I suoi servitori ne sono l’esempio definitivo: schiere decadenti seguono leader carismatici e rinunciano alla propria umanità con ogni atto depravato che compiono. Quando gli spaventosi ma affascinanti daemons del loro dio li accompagnano in battaglia, nessuno è al sicuro da questa parata di massacro.

### Discepoli di Tzeentch
Il mutamento segue le armate di Tzeentch ovunque esse marcino. I cultisti umani obbediscono ai capricci dei loro mistici signori, mentre potenti maghi e daemons giocherelloni riempiono l’aria con un assalto magico di poteri mutageni scintillanti. Devastanti stregonerie e daemons che si moltiplicano quando vengono uccisi sono solo alcuni dei molti pericoli sudboli e letali che un’armata di Discepoli di Tzeentch può scatenare sul tavolo da gioco.

### Bestie del Chaos
La venuta del Chaos nei Reami Mortali ha corrotto anche la natura, trasformando molte creature in servitori dell’oscurità. Dai Brayherds, guerrieri dalle teste di capra che abitano le foreste oscure dei regni, ai possenti Thunderscorn Dragon Ogors che si cibano di fulmini, e mostri mutanti come la Chimera, queste molteplici creature aggiungono i propri poteri bestiali corrotti a molte armate del Chaos.

### Skaven
Gli skaven sono creature del Chaos, ma seguono un padrone tutto loro, il sinistro Ratto Cornuto. I loro molti clan usano stregonerie, tecnologia arcana, pestilenze e poteri mutageni per raggiungere i propri imperscrutabli fini. Caratterizzata da orde squittenti di uomini ratto, un’armata di skaven può specializzarsi in una di queste aree o mischiarle in una forza pericolosa e imprevedibile da cui i nemici dovranno guardarsi con attenzione.

## Grande Alleanza: Morte

### Signori della Tomba Malanima
Infinite orde di non-morti marciano in guerra agli ordini di Nagash, il Dio della Morte. Ranghi su ranghi di scheletri Deathrattle formano il nerbo delle Legioni di Nagash, con vampiri Soulblight assetati di sangue e gli immortali Mortarch come generali. Usare un’armata di questo tipo vuol dire brandire il potere della morte, rianimare servitori scheletrici per combattere incessantemente mentre devasti i nemici con la magia oscura.

### Abitatori della Notte
Plasmati dalla magia di Nagash negli orrori eterei che rispecchiano i peccati della loro vita precedente, gli Abitatori della Notte sono costretti a portare orrore ai viventi. Il loro tocco è mortale e le loro forme spettrali sono immuni anche ai colpi più potenti, dunque sono perfetti per chi ama le forze resistenti in grado di danneggiare persino i nemici più protetti.

### Corti Mangiacarne
Afflitte da una terribile maledizione, le Corti Mangiacarne si credono nobili corti di gloriose casate. In verità sono orribili e pallidi trogloditi dominati dalla fame di carne, un bisogno che può essere placato solo con banchetti spaventosi a base di sangue. Con l'avvicinarsi della conclusione della terza edizione è stato aggiunto all'armata anche Ushoran, Mortarca primigenito degli Strigoi.

### Ossiarchi Mietitori
Gli Ossiarchi Mietitori avanzano avvolti da un macabro splendore, poiché sono l'incarnazione della volontà di Nagash. Tutto ciò che uccidono diventa di loro proprietà, anima e corpo. È una forza militare senza eguali, organizzata ed efficiente, guidata da generali creati dal sommo signore dei nonmorti e infusi con una frazione del suo potere necromantico. Sono guidati da Katakros, il Mortarch delle Necropoli.

## Grande Alleanza: Distruzione

### Tizi Odiozkuro
La Luna Kattiva sorge sui Reami Mortali, e i grots marciano in guerra. Piccoli, deboli e codardi, quando si riuniscono possono essere tanto letali quanto i loro simili pelleverde più grandi. Dalle magie alimentate dai funghi del Moonclan agli Spiderfang grots e le loro terrificanti cavalcature aracnidi, nonché i crudeli e resistenti troggoths, i grots non sono da sottovalutare.

### Clan da Guerra degli Orruk
Con un possente grido di 'Waaagh!' i warclan degli orruks fanno tremare i Reami Mortali fino al midollo.
Nei Reami Mortali c'è chi combatte per la giustizia, chi per la gloria e chi per imporre la volontà dei propri dei onnipotenti. Gli orruks, invece, combattono esclusivamente per il brutale divertimento di farlo! In questa alleanza si mischiano bonesplitterz, possenti orchi selvaggi, gli Ironjawz, feroci e brutali orchi che combattono ben equipaggiati di possenti armature, e i Krudelazzi, astuti e ingannevoli orruks provenienti dalle paludi (questi ultimi sono stati introdotti con la terza edizione del gioco).

### Ventribù degli Ogors
Gli ogors sono grassi bruti completamente osessionati da cibo e battaglie. Imperversano per i Reami Mortali seguendo un eterno sentiero delle fauci ciclico, divorando qualunque cosa su cui posino gli occhi. I nemici vengono spazzati via da cannoni a polvere nera, sventrati da bestie dalle lunghe zanne delle distese ghiacciate e travolti da masse di carne sudaticcia e ruggente. Solo i fortunati sono già morti quando gli ogors iniziano a mangiarli.

### Figli di Behemat
I titanici Figli di Behemat sono abbastanza forti da strozzare un drago, abbattere le mura di un castello e sradicare antiche querce dal terreno. Quando una tribù intera attacca, è un nemico inarrestabile in grado di schiacciare la fanteria e prendere a pugni i mostri avversari fino ad ucciderli. Chiunque si opponga a loro viene tempestato da una pioggia di massi e poi caricato da bruti torreggianti che ruggiscono selvaggiamente mentre conquistano la vittoria grazie a violenza e ignoranza.

## Broken Realms
Nel 2020 è stata introdotta una serie di libri intitolata Broken Realms. Il primo capitolo uscito è dedicato a Morathi, la dea guida delle Figlie di Khaine, mentre è stato annunciato un secondo capitolo dedicato a Teclis. All'interno della serie Broken Realms vengono introdotti i nuovi sviluppi della storia dei Reami Mortali e aprono a nuovi mutamenti nelle alleanze e negli eserciti fino ad ora usciti.
Successivamente sono usciti due ulteriori libri dedicati questa volta a Belakor e a Kragnos. Il primo è il Primo Principe Demone, mentre il secondo si tratta di una antica divinità della Distruzione. L'uscita dell'ultimo Broken Realms ha accompagnato anche l'uscita della terza edizione di Age of Sigmar.

## Dawnbringer
Tra la fine del 2023 e l'inizio del 2024 sono usciti una serie di 5 libri della nuova saga Dawnbringer, dedicata alle Crociate dell'Alba, intraprese dagli umani delle Città di Sigmar per fondare nuovi insediamenti e liberare nuove terre dal dominio del chaos. Queste uscite anticipano l'arrivo della Quarta edizione del gioco.